# 2762 Fowler
För andra betydelser, se Fowler.
2762 Fowler eller 1981 AT är en asteroid i huvudbältet som upptäcktes den 14 januari 1981 av den amerikanske astronomen Edward L.G. Bowell vid Anderson Mesa Station. Den är uppkallad efter den brittiske astronomen Ralph H. Fowler.
Asteroiden har en diameter på ungefär 4 kilometer.